# Kanzel (Gaißach)

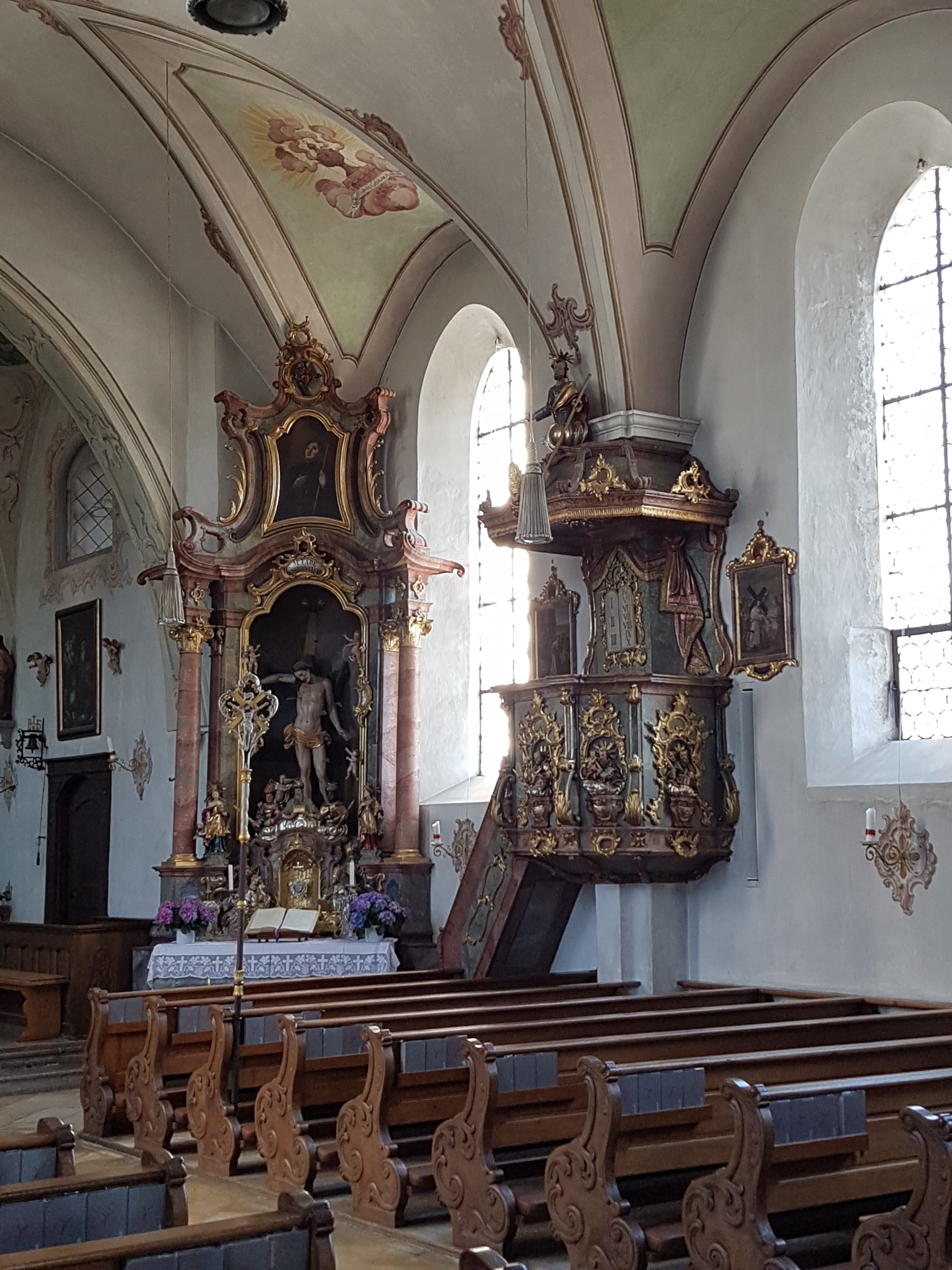
Kanzel in Gaißach

Die Kanzel in der katholischen Pfarrkirche St. Michael in Gaißach, einer Gemeinde im oberbayerischen Landkreis Bad Tölz-Wolfratshausen, wurde um 1750/60 geschaffen. Die Kanzel ist ein Teil der als Baudenkmal geschützten Kirchenausstattung.
Die hölzerne Kanzel im Stil des Rokoko besitzt am Kanzelkorb Büsten der Evangelisten. Der sechseckige Schalldeckel mit Gesims wird von der Skulptur des Apostels Petrus bekrönt, an der Unterseite ist die Heiliggeisttaube zu sehen.
Auf der Rückwand befinden sich die Gesetzestafeln.